# 神奈川県道739号真鶴半島公園線
神奈川県道739号真鶴半島公園線（かながわけんどう739ごう まなづるはんとうこうえんせん）は、神奈川県足柄下郡真鶴町内を連絡する一般県道。

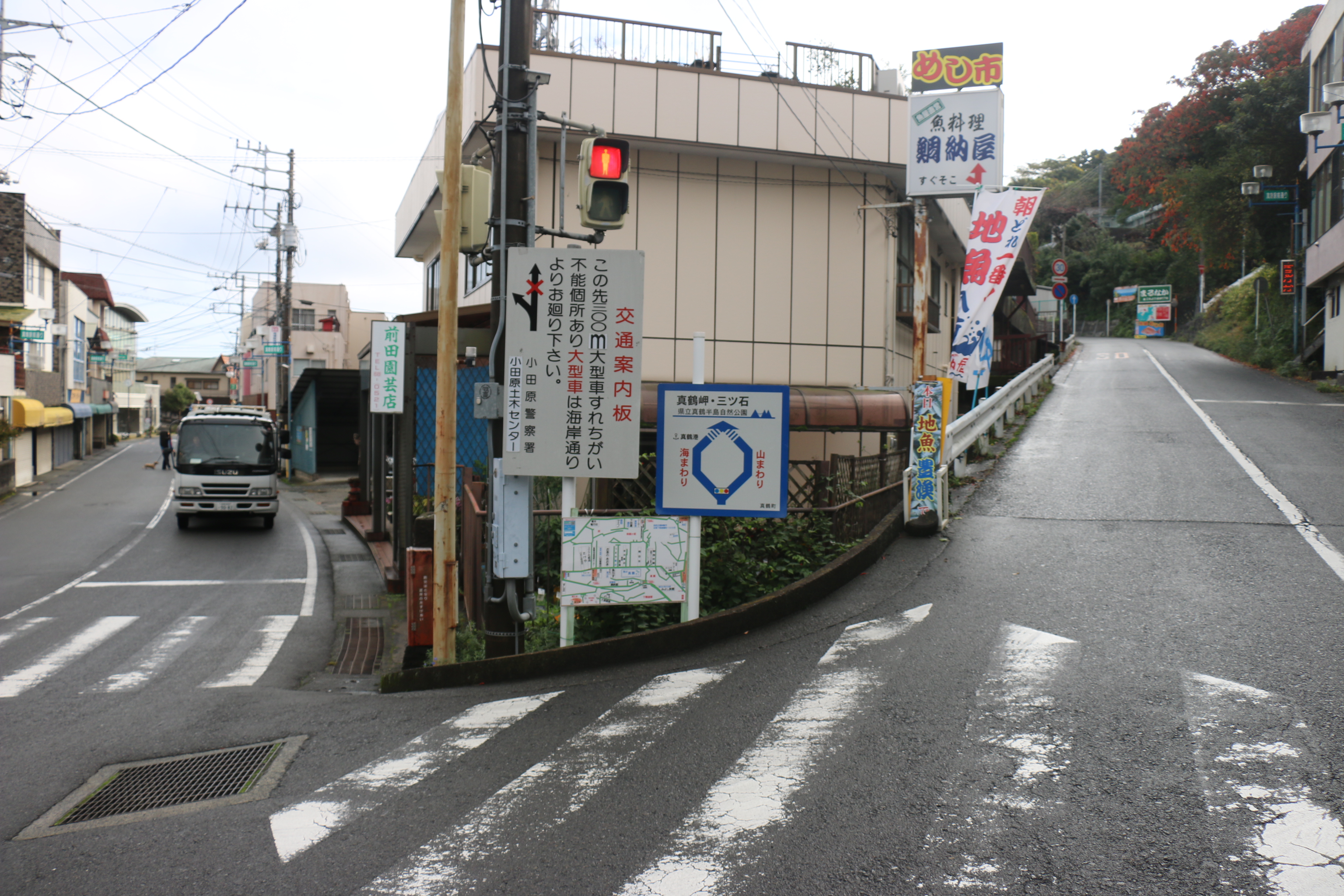
真鶴駅近くの分岐点

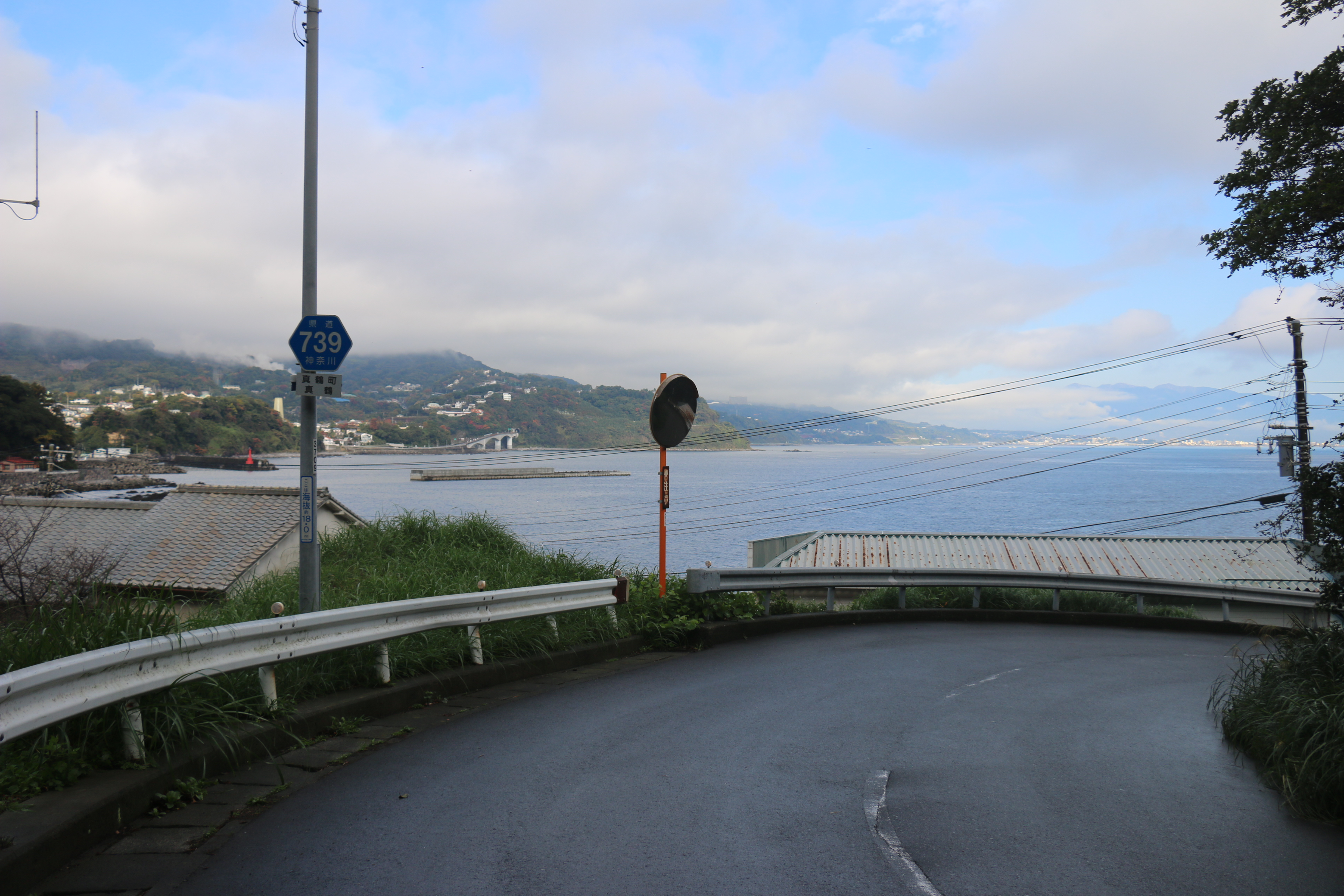
岬側から北方向を臨む

## 概要
真鶴半島先端から真鶴岬を縦断し国道135号の真鶴駅前まで伸びる道路。ほとんどの区間は北側の海岸沿いを走る部分と南側の山の上を走る部分に分かれている。両区間は真鶴岬側でつながっており、真鶴駅側から走行するとまず坂を下り海岸沿いを岬方向へ走り、半島先端付近からはそのまま山の上の区間に入り駅の方へ向かい、駅付近で合流して終わるという環状の形態になっている。
- 起点：真鶴町真鶴：真鶴岬付近
- 終点：真鶴町真鶴：東海道本線真鶴駅南側出口前（国道135号交差点）
- 延長：6.2km
- Google マップ - 北回り
- Google マップ - 南回り

## 通過する自治体
- 真鶴町

## 特徴
本小松石の産地である真鶴町であり地質は岩盤。半島もその削られた跡であり地形は急峻。路面も片側1車線は確保しているが、人気行楽地であり首都圏からの観光バスも多い。交差通行には注意が必要。